# أنا دوكيتش
أنا دوكيتش مواليد 9 فبراير 1979 في أراندجيلوفاتس، جمهورية صربيا الاشتراكية، جمهورية يوغوسلافيا الاشتراكية الاتحادية، هي لاعبة كرة يد مونتينيغرية. مثلت منتخب الجبل الأسود لكرة اليد للسيدات. شاركت في دورة الألعاب الأولمبية الصيفية سنة 2012. حققت المركز الأول في بطولة أوروبا لكرة اليد للسيدات 2012.

## سجل المنافسة
شاركت في البطولات التالية:
- الألعاب الأولمبية الصيفية 2012
- بطولة العالم لكرة اليد للسيدات 2011
- بطولة العالم لكرة اليد للسيدات 2013
- بطولة أوروبا لكرة اليد للسيدات 2012

## الميداليات
| الميدالية | المسابقة                            |
| --------- | ----------------------------------- |
| فضية      | الألعاب الأولمبية الصيفية 2012      |
| ذهبية     | بطولة أوروبا لكرة اليد للسيدات 2012 |
| فضية      | ألعاب البحر الأبيض المتوسط 2005     |

## روابط خارجية
- أنا دوكيتش على موقع الاتحاد الأوروبي لكرة اليد (الإنجليزية)
- أنا دوكيتش على موقع اللجنة الأولمبية الدولية (الإنجليزية)
- أنا دوكيتش على موقع أوليمبيديا (الإنجليزية)